# مسابقه افسانه‌ها
مسابقهٔ داستان‌نویسی افسانه‌ها مسابقه‌ای برای شناسایی نویسندگان بهترین داستان‌های سه ژانر فانتزی، وحشت و علمی‌تخیلی در سراسر کشور است که به صورت مستقل برگزار می‌شود. گروه فرهنگی‌ادبی افسانه‌ها به سردبیری نیما کهندانی نخستین دورهٔ این مسابقه را در سال ۱۳۹۱ برگزار کرد.

## تاریخچه
مسابقه داستان‌نویسی افسانه‌ها نخستین بار در سال ۱۳۹۱ با انتشار فراخوانی رسماً آغاز به کار کرد.
در دوره نخست مسابقه، از نفرات برگزیده دو شاخه اثر بلند و اثر کوتاه تقدیر به عمل آمد. این نخستین بار بود که به‌طور رسمی مسابقه‌ای داستان‌نویسی به صورت تخصصی به داوری آثار بلند در حوزه ادبیات فانتزی، علمی‌تخیلی و وحشت می‌پرداخت.
در دوره دوم مسابقه، نفرات دوم و سوم در هر شاخه نیز مورد تقدیر قرار گرفتند. در این دوره همچنین از ناشر محبوب سال در حوزه ادبیات علمی‌تخیلی، فانتزی و وحشت تقدیر به عمل آمد.
در دوره سوم مسابقه، برای اولین بار از مترجم محبوب ادبیات فانتزی، علمی‌تخیلی و وحشت و نیز کتاب محبوب سال در این حوزه تقدیر به عمل آمد. همچنین ناشر افسانه‌ای سال نیز اعلام شد.
دوره چهارم مسابقه در حال برگزاری است و مرحله داوری را پشت سر می‌گذارد. در این دوره برای اولین بار قرار است از برگزیدگان هر ژانر جداگانه تقدیر به عمل آید.

## شرایط شرکت در مسابقه
مسابقه داستان‌نویسی افسانه‌ها هر ساله در مرداد ماه، فراخوان جدید خود را منتشر می‌کند.
از دوره چهارم مسابقه، با امکان اختصاصی پرتال مسابقه شرکت‌کنندگان و علاقه‌مندان باید آثار خود را در پرتال مسابقه ثبت نمایند. شرایط عمومی مسابقه افسانه‌ها به شرح زیر است:
موضوع آثار ارسالی آزاد است اما حتماً باید در یکی از سه گونه خیال‌پردازی (فانتزی)، علمی‌تخیلی یا وحشت نگاشته شود. تلفیق گونه‌ها بلامانع است اما آثاری خارج از این سه گونه مورد بررسی قرار نمی‌گیرد.
۱–۲: گونه خیال‌پردازی (فانتزی): گونه‌ای هنری است که جادو و دیگر اَشکال فراطبیعی را به عنوان عنصر اولیهی طرح و توطئه، درون‌مایه یا فضای داستان استفاده می‌کند.
۲–۲: گونه علمی‌تخیلی: در گونه علمی‌تخیلی فناوری یا علوم امروزی یا مربوط به آینده دستمایهٔ هنرمند و آفرینشگر قرار می‌گیرد.
۳–۲: گونه وحشت: گونه‌ای در هنر و ادبیات که در آن عناصر ترس و دلهره‌آور ماورایی یا غیرماورایی به کار می‌رود.
آثار ارسالی در قالب داستان کوتاه و داستان بلند باشد.
داستان کوتاه: کمینه ۲۰۰۰ کلمه و بیشینه ۱۵۰۰۰ کلمه است.
داستان بلند: کمینه ۱۵۰۰۰ کلمه و بیشینهٔ خاصی برای آن تعریف نمی‌شود.
آثار ارسالی باید در قالب فایل Doc یا Docx (یعنی فایل‌های مربوط به نرم‌افزار MS Word نسخه‌های مختلف) باشد. فونت و اندازهٔ فونت با توجه به این که تعداد کلمات مدنظر است، دلخواه می‌باشد.
محدودیتی در تعداد آثار کوتاه ارسالی برای هر نویسنده وجود ندارد ولی هر نویسنده تنها می‌تواند سه اثر بلند ارسال کند.
```
 نکات:
```

۱–۶: آثاری که در مطبوعات یا در نشرهای معتبر به چاپ رسیده باشند، امتیاز ویژه کسب می‌کنند.
۲–۶: آثاری که به صورت بومی نوشته شده باشند، امتیاز ارفاقی کسب می‌کنند.
۳–۶: جایزهٔ ویژهٔ نویسنده کم سن و سال بنا به تعداد شرکت‌کنندگان، به یک تا سه نفر از نویسندگان برتر ده تا چهارده سال اهدا می‌شود؛ البته مشروط به اینکه آثار ارسالی از نظر داوران تأیید شود.
۴–۶: لطفاً توجه کنید که آثار ارسالی به منزلهٔ مجوز نشر اثر به صورت چاپی یا الکترونیکی به نام شما خواهد بود.

## سابقهٔ برگزاری
آیین اختتامیه هر دوره از مسابقه داستان‌نویسی افسانه‌ها هر ساله مرداد ماه در تهران برگزار می‌گردد.

### مرداد ۱۳۹۲
آیین اختتامیه و معرفی برگزیدگان نخستین دوره مسابقه داستان‌نویسی افسانه‌ها که فراخوان آن در سال ۱۳۹۱ منتشر شده بود، در مرداد ماه ۱۳۹۲ در سرای اهل قلم تهران با حضور جمعی از اهالی نشر و فرهنگ و ادب برگزار گردید.
داوران نخستین دوره مسابقه داستان‌نویسی افسانه‌ها سیامک گلشیری (نویسنده و مترجم)، احسان رضایی (مترجم، منتقد ادبی، پژوهشگر، سردبیر برنامه تلویزیونی الف)، میلاد فشتمی (مترجم)، مینا گلبازخانی پور و حامد خیرآبادی (دانش‌آموختگان رشته ادبیات فارسی) بودند.
در این دوره جایزه اثر کوتاه برگزیده به آقای «متین ایزدی» برای اثر «کشیدن پای جن‌ها به کار کاتب کتب کودک در کیش» اهدا شد. همچنین جایزه اثر بلند برگزیده به خانم «فاطمه غیور کاظمی» برای رمان چاپ شده «x و y بازماندگان سیاره مایروکس» اهدا گردید.
دبیری نخستین دوره مسابقه داستان‌نویسی افسانه‌ها را نیما کهندانی، سردبیر این گروه بر عهده داشت.

### مرداد ۱۳۹۳
آیین اختتامیه و معرفی برگزیدگان دومین دوره مسابقه داستان‌نویسی افسانه‌ها که فراخوان آن در سال ۱۳۹۲ منتشر شده بود، در مرداد ماه ۱۳۹۳ در فرهنگسرای فناوری اطلاعات با حضور جمعی از اهالی نشر و فرهنگ و ادب برگزار گردید.
داوران دومین دوره مسابقه داستان‌نویسی افسانه‌ها گیتا گرکانی (نویسنده و مترجم)، رضا علیزاده (منتقد و مترجم)، احسان رضایی (مترجم، منتقد ادبی، پژوهشگر، سردبیر برنامه تلویزیونی الف)، میلاد فشتمی (مترجم)، حسین شهرابی (مترجم و پژوهشگر ادبیات علمی‌تخیلی) بودند.
در این دوره جایزه اثر کوتاه برگزیده به آقای «حامد جعفری» برای اثر «شمارش» اهدا شد. همچنین «امین شیرپور» جایزه نفر دوم داستان کوتاه را برای داستان «شکاف» به دست آورد. داوران هیچ اثری را شایسته جایگاه سوم نداشتند. همچنین جایزه اثر بلند برگزیده به خانم «سحر موتورچی» برای اثر بلند «هیولایی در آب ۱» اهدا گردید. داوران هیچ‌یک از آثار را شایسته جایگاه دوم و سوم مسابقه ندانستند.
در این دوره همچنین جایزه «ناشر محبوب سال» به انتشارات کتابسرای تندیس به مدیریت جناب آقای میرباقری، ناشر رسمی هری پاتر در ایران اهدا گردید.
از این دوره جایزه نویسنده «کم‌سن و سال» نیز به مسابقه اضافه گردید و به‌عنوان جایزه بخش جنبی مسابقه اهدا شد.
دبیری دومین دوره مسابقه داستان‌نویسی افسانه‌ها را نیما کهندانی، سردبیر این گروه بر عهده داشت.

### مرداد ۱۳۹۴
آیین اختتامیه و معرفی برگزیدگان سومین دوره مسابقه داستان‌نویسی افسانه‌ها که فراخوان آن در سال ۱۳۹۳ منتشر شده بود، در مرداد ماه ۱۳۹۴ در فرهنگسرای شفق با حضور جمعی از اهالی نشر و فرهنگ و ادب از جمله هوشنگ مرادی کرمانی و فروغ جمالی برگزار گردید.
داوران سومین دوره مسابقه داستان‌نویسی افسانه‌ها محمد قصاع (نویسنده و مترجم و پژوهشگر)، فرشته احمدی (منتقد و نویسنده)، احسان رضایی (مترجم، منتقد ادبی، پژوهشگر، سردبیر برنامه تلویزیونی الف)، آرمان آرین (نویسنده) بودند.
در دوره سوم مسابقه داستان «هیولایی در آب ۲» نوشته «سحر موتورچی» به عنوان اثر برگزیده در بخش داستان بلند شناخته شد و داستان «اسطوره‌های آریایی» نوشته «کوروش گرجی» رتبه دوم را در این زمینه به دست آورد. «گیو: بانوی سپید» نوشته «محمد فائزی فرد» و «هیراد و سیاه‌چاله‌های زمان» به قلم «سمیرا حیدری» هر دو به عنوان رتبه‌های سوم این بخش شناخته شدند.
در بخش داستان کوتاه داستان «پشت مکینه» به قلم «زینب زمان» اول و «مردی که همه شد» به قلم «عباس ایروانی» دوم شد. همچنین دو کتاب «دخترک کراک‌فروش» نوشته «احمدرضا خان احمد» و «غروب» به قلم «رفیع افتخار» به عنوان رتبه‌های سوم این بخش شناخته شدند.
در بخش نویسندگان کم‌سن و سال رتبه اول به «زهرا شیخ» با داستان «انتقامی از جنس نفرت» اختصاص یافت و «آغاز پایان» به قلم «مهسا جدیدی» و «سفری در جنگل» به قلم «الیار قربان‌زاده» عناوین دوم وسوم این بخش را به خود اختصاص دادند.
در این دوره در بخش «مترجم محبوب سال» رضا علیزاده از میان سه کاندیدا، در بخش «کتاب محبوب» کتاب دونده هزار تو نوشته جیمز دشنر با ترجمه آیدا کشوری و بالاخره در بخش «ناشر افسانه‌ای» نشر ویدا برگزیده شدند.
دبیری سومین دوره مسابقه داستان‌نویسی افسانه‌ها را از سوی سردبیر افسانه‌ها به «امیرمهدی عاطفی‌نیا»، (مترجم این حوزه) محول گردیده بود.

### دوره چهارم مسابقه
چهارمین دوره مسابقه داستان‌نویسی افسانه‌ها در مرداد ۱۳۹۴ فراخوان داد و پایان بهمن ۱۳۹۴ مهلت دریافت اثر به پایان رسید.
در این دوره برای اولین بار آثار سه ژانر فانتزی، علمی‌تخیلی و وحشت به صورت مجزا مورد داوری قرار خواهند گرفت. همچنین برگزیدگان هر ژانر در دو شاخه اثر کوتاه و بلند، معرفی می‌گردند.
در چهارمین دوره مسابقه داستان‌نویسی افسانه‌ها ۳۶۲ اثر از سوی ۲۲۴ نویسنده دریافت شد و فرایند داوری این آثار از اسفند ماه سال ۱۳۹۴ آغاز گردید. سه سر داور و پنج داور برای سه ژانر به صورت اختصاصی داوری میانی این دوره از مسابقه را بر عهده دارند. سرداوران این مرحله از مسابقه «منا تابش»، «صفا کام‌دیده» و «بهنام حاجی‌زاده» بوده‌اند.
داوری مرحلهٔ نهایی این دوره از مسابقه را تیمی ۷ نفره به سرپرستی محمد قصاع بر عهده خواهد داشت.

## پیوندهای مرتبط
- پرتال مسابقه افسانه‌ها